# 哈勒姆峰
哈勒姆峰（英語：Hallam Peak），是南極洲的山峰，位於維多利亞地，處於馮蓋拉德冰川和艾肯冰川源頭之間，屬於庫克里山的一部分，海拔高度900米，在1997年由美國南極名稱諮詢委員命名，現時由南極條約體系管理。